# Dezideriu Torje
Dezideriu Torje(n. 26 mai 1918, Bihor) a fost un agronom și cercetător român, recunoscut ca fondator al Comisiei de Stat pentru Încercarea și Omologarea Soiurilor (CIOS), instituție care a avut un rol esențial în promovarea și zonarea soiurilor și hibrizilor agricoli în România. Prin activitatea sa de peste trei decenii, Torje a contribuit semnificativ la dezvoltarea agriculturii intensive, asigurând adaptarea cultivarului la condițiile pedoclimatice specifice fiecărei zone a țării.

## Biografie

### Copilărie și educație
Dezideriu Torje s-a născut la 26 mai 1918, în satul Girișul de Criș, județul Bihor, într-o familie de țărani. A urmat cursurile școlii primare în satul natal între 1925 și 1932, continuând cu Școala Inferioară de Viticultori din Diosig (1932–1936) și Școala Medie de Agricultură din Roman (1937–1941), unde a obținut bacalaureatul agricol. În 1941, în contextul celui de-al Doilea Război Mondial, a fost mobilizat ca ofițer în Batalionul de Vânători de Munte, Divizia a III-a. În luptele de la Târgu Neamț, a fost grav rănit, suferind un handicap fizic pe care l-a gestionat cu demnitate, fără a-i afecta parcursul profesional sau comportamentul.
După război, Torje s-a înscris la Facultatea de Agronomie din Timișoara (1943–1947), obținând diploma de specialist în agricultură generală. Ulterior, a studiat la Facultatea de Agronomie din Cluj (1946–1948), unde a susținut examenul de stat în 1948. În 1979, a obținut titlul de doctor în agronomie la Institutul Agronomic din Timișoara.

### Carieră profesională
După absolvire, Torje a fost profesor la Școala de Agricultură din Oradea (1948), iar ulterior inginer expert la Direcția Generală pentru Învățământul Agricol din Ministerul Agriculturii. Între 1949 și 1953, a ocupat poziții de asistent și șef de lucrări la disciplina Fitopatologie în cadrul Institutului Agronomic „N. Bălcescu” din București și al Institutului de Cercetări Agronomice al României (ICAR).
În 1953, a fost numit președinte al Comisiei de Stat pentru Încercarea și Omologarea Soiurilor, funcție pe care a deținut-o timp de 27 de ani, până în 1980. Sub conducerea sa, CIOS a devenit o instituție solidă, cu o rețea națională de aproximativ 50 de centre de încercare a soiurilor, fiecare adaptat la specificul microzonelor ecologice ale României. Această rețea a asigurat testarea riguroasă a soiurilor și hibrizilor, contribuind la introducerea în cultură a celor mai productive și adaptate varietăți agricole. Activitatea sa a fost marcată de perseverență, competență și un profund patriotism, Torje fiind considerat un pionier al agriculturii intensive românești.
După pensionarea sa în 1981, a rămas o figură respectată în domeniul agronomic, contribuțiile sale fiind recunoscute atât în țară, cât și pe plan internațional.

### Familie
Nu există informații detaliate disponibile despre viața de familie a lui Dezideriu Torje.

## Activitate științifică
Dezideriu Torje a fost un pionier în organizarea testării științifice a soiurilor agricole în România, inspirându-se din modele internaționale, dar adaptându-le la specificul național. Sub conducerea sa, CIOS a stabilit principii clare de zonare a soiurilor, bazate pe experimente riguroase în culturi comparative. Aceste experimente au evaluat performanța soiurilor în funcție de condițiile de sol și climă ale fiecărei regiuni, asigurând introducerea în producție a celor mai potrivite varietăți.
Torje a coordonat înființarea a 38 de centre de încercare până în 1970, numărul acestora crescând la aproape 50 până în 1980. Fiecare centru funcționa ca o unitate de cercetare independentă, dotată cu terenuri, clădiri și personal calificat. Rezultatele obținute au fost diseminate rapid către agricultori prin consfătuiri județene și publicații, contribuind la creșterea producției agricole.

## Lucrări
Dezideriu Torje a avut o activitate publicistică bogată, publicând aproape 100 de articole și lucrări științifice în reviste precum Probleme agricole, Natura, Agricultura socialistă sau în publicații internaționale. Lucrările sale abordează teme precum zonarea soiurilor, calitatea și rezistența acestora la boli și dăunători, precum și caracterizarea agrobiologică a cultivarului.
Una dintre contribuțiile sale majore este lucrarea în trei volume Soiuri și hibrizi de plante agricole cultivate în România (1978, 1980, 1982), realizată în colaborare cu cercetători de renume și specialiști CIOS. Aceasta reprezintă prima lucrare academică de acest tip din România, oferind descrieri detaliate ale soiurilor, inclusiv genealogie, caractere morfologice, fiziologice și de calitate, precum și zonarea acestora. Volumul I include plante de câmp și medicinale, iar Volumul II acoperă plante horticole, legume, pomi fructiferi, flori și viță de vie.

### Lucrări selectate
- „Calitatea soiurilor de grâu aflate în cultură”, Probleme agricole, nr. 8, 1961.
- „Principiile raionării soiurilor de plante agricole”, Probleme agricole, nr. 2, 1965.
- „Hibrizii noi de porumb omologați și raionați în RSR”, Probleme agricole, nr. 4, 1968.
- „Soiuri românești de grâu de toamnă” (în colaborare), Probleme agricole, nr. 9, 1970.
- Soiuri și hibrizi de plante agricole cultivate în România, Vol. II, Editura Ceres, 1980.

## Premii și recunoaștere
Pentru contribuțiile sale remarcabile, Dezideriu Torje a fost decorat cu:
- Ordinul Muncii
- Ordinul Meritul Agricol
- O medalie internațională pentru contribuții în domeniul semințelor și materialului săditor.

## Recunoaștere internațională
Activitatea lui Torje a fost apreciată pe plan internațional, în special pentru organizarea rețelei de centre de încercare a soiurilor, considerată un model de bune practici. Publicațiile sale în reviste străine și colaborările cu specialiști din alte țări au consolidat reputația sa în comunitatea științifică globală.

## Contribuții suplimentare
Torje a fost un mentor pentru generații de agronomi, promovând o conduită profesională exemplară. A vizitat regulat toate cele 50 de centre CIOS, asigurându-se de buna lor funcționare și de calitatea cercetărilor. A contribuit, de asemenea, la elaborarea Listei oficiale a soiurilor cultivate în România, publicată anual din 1974, care a devenit un instrument esențial pentru reglementarea producției agricole.